# Muraltia knysnaensis
Muraltia knysnaensis är en jungfrulinsväxtart som beskrevs av Margaret Rutherford Bryan Levyns. Muraltia knysnaensis ingår i släktet Muraltia och familjen jungfrulinsväxter. Inga underarter finns listade i Catalogue of Life.